# 聂海芬
聂海芬（1965年9月—），中国共产党党员，杭州市公安局刑侦支队预审大队大队长，全国“三八”红旗手。聂曾因其办案手法被称为“女神探”。聂是浙江杭州2003年“5·19奸杀案”（张氏叔侄冤案）的经办人。张氏叔侄在冤案平反后，聂海芬并未因此受到处分。

## 生平
1965年9月出生，1986年参加工作。
聂海芬以“不冤枉好人”为座右铭。
2006年，聂海芬被评为全国“三八”红旗手，据称她是1960年来首位获此称号的女民警，根据当时的官方新闻稿，聂从警20年来，“办案准确率达到100%”，她经办的案件号称“无一起冤假错案”（后被发现不仅有重大冤假错案，还有违规办案、隐匿和伪造证据、严刑逼供、诱供等情形）。
据早年报道，聂海芬于2000年-2006年期间主办重特大案件350余起，一审判处死刑的300余起。

## 5·19奸杀案
2003年，张辉、张高平叔侄在一次外出跑运输前往杭州，时年17岁的王某当时经人介绍搭了二人的顺风车。王下车后，遭强奸杀害并被抛尸于杭州市西湖区一水沟。当时由聂海芬为首的杭州警方办案人员在没有物证的情况下对张辉、张高平叔侄采取“突审”方式并获得了号称“无懈可击的铁证”的口供，并成功作证使张辉被判死刑，张高平被判无期徒刑。二人随即上诉，2004年10月19日，浙江省高院终审改判张辉死缓、张高平有期徒刑15年。根据后来东方早报记者鲍志恒的调查，这起案件判决时仅有口供，没有物证，也没有一名早有“协助公安机关工作”经验（充当狱侦耳目）的“证人”袁连芳以外的其他人证。而袁连芳其人系牢头狱霸，是张氏叔侄二人被关押期间的同监犯，他后来被指控写好笔录后逼迫张氏叔侄二人抄写、背诵，稍有不从就对二人拳脚相加并加以折磨。
在被关押期间，张辉、张高平叔侄一直没有放弃申诉。据报道，张高平在被囚期间坚持服法但不认罪，劳动但拒绝减刑，见到狱警和检察官，从来不喊自己的囚号。由于二人在浙江监狱内天天喊冤，影响其他犯人，遂被发配至新疆石河子服刑。2006年4月13日，中国中央电视台第12频道《第一线》栏目播出“浙江神探”系列报道之“无懈可击聂海芬”，由聂海芬本人描述了其在“5·19”奸杀案中获取张氏叔侄二人口供的经过，据称张氏叔侄二人在狱中观看了此节目。在该节目中，聂海芬承认被害人王某尸体上未发现精斑等强奸痕迹，同时死者指甲中提取到的DNA亦属于另一名男性（后被证明属于亦是聂海芬侦办的另一起杀人案的凶手勾海峰）而不属于张氏叔侄父子，且张辉、张高平二人所作之口供并不相符。但对这些疑点，聂海芬以“即使本身强奸之后体内是留下物质的，一夜的水冲过以后，也有可能把被害人体内的这些强奸的痕迹冲掉”一类的理由塘塞。
据称张氏二人在狱中亦从电视上了解到，一名叫勾海峰的犯罪嫌疑人曾在“5·19”奸杀案前后犯下另一起强奸杀人案，且手法与“5·19”奸杀案非常相似。二人随即又多次提出申诉，并获得了时任新疆石河子市人民检察院监所检察科检察员张飚的关注。张飚翻阅此案卷宗发现了不少疑点，但其以石河子市人民检察院名义向浙江方面发的协查函一直未获得回应。2008年，张飚从石河子市检察院退休，他替张氏叔侄二人介绍了律师朱明勇，并多次鼓励张氏叔侄二人，张高平的哥哥张高发和他们的代理律师继续申诉。在此期间，聂因办案高效而数次获奖并在电视节目露面，并曾多次谈及张氏叔侄与“5·19”奸杀案“侦破”过程中的经验。
后经调查，“5·19奸杀案”死者王某尸体指甲缝内所提取的DNA样本确与已于2005年被处决的勾海峰相符。2012年2月27日,浙江省高级人民法院对该案立案复查。2013年3月26日，张辉、张高平叔侄被宣判无罪，当庭释放。二人随后获得国家赔偿2211461.2元。
被错误关押期间，张高平的配偶提出离婚。

## 相关人物
- 张飚，新疆石河子市人民检察院监所检察科检察员，曾坚持帮助聂所经办的“5·19奸杀案”嫌疑人申诉5年并助其平反。
- 鲍志恒，东方早报记者，发文揭露聂所经办的“5·19奸杀案”包括涉嫌隐匿DNA证据在内诸多疑点，并直接促成杭州市公安局复查相关证据找到真凶。

## 荣誉
- 浙江省“全省刑侦行家” （2005年）[4]
- 浙江省“三八”红旗手（2003年）[12]

- 全国“三八”红旗手（2006年）[4]